# Aleksei Goganov
Aleksei Konstantinovitx Goganov (en rus: Алексей Константинович Гоганов); nascut el 26 de juliol de 1991, és un jugador d'escacs rus, que té el títol de Gran Mestre des de 2013.
A la llista d'Elo de la FIDE del maig de 2022, hi tenia un Elo de 2561 punts, cosa que en feia el jugador número 39 (en actiu) de Rússia. El seu màxim Elo va ser de 2615 punts, a la llista de desembre de 2014.

## Resultats destacats en competició
El títol de Mestre Internacional fou confirmat el 2010 després de la cinquena posició amb 5 punts de 9 al torneig FINEC GM jugat el gener de 2009, el segon lloc amb 9½ punts de 13 en el Campionat de Sant Petersburg tres setmanes després (aquesta norma també va comptar com a norma de GM) i fent 5 punts de 9 en el Memorial Txigorín el novembre del 2009.
Les seves altres dues normes de GM les va obtenir en compartir el primer lloc amb 7 punts de 9 en el Torneig de GM jugat a Moscou el 2009 i puntuant 6½ de 11 en el Campionat Europeu Individual de 2013.
El 2012 Goganov va guanyar el Memorial Polugaevsky en el desempat, i a l'agost de 2013 fou campió del Memorial Chepukaitis i es va classificar pel Campionat d'escacs de Rússia el 2013, on fou vuitè.